# .ac
.ac je internetová národní doména nejvyššího řádu pro ostrov Ascension.
Je administrována NIC.AC s pomocí organizace Internet Computer Bureau založené v UK.
Registrace této domény je otevřena každému.